# Teano
För andra betydelser, se Teano (olika betydelser).
Teano är en stad i provinsen Caserta i regionen Kampanien i Italien. Kommunen hade 12 303 invånare (2017) Teoch gränsar till kommunerna Caianello, Calvi Risorta, Carinola, Francolise, Riardo, Roccamonfina, Rocchetta e Croce, Sessa Aurunca och Vairano Patenora
Teano hette tidigare Teanum Sidicinum och var folkgruppen sidicinernas huvudstad.